# Danie G. Krige
Danie G. Krige (født i Bothaville i Oranjefristaten i Sydafrika i 1919, død 3. marts 2013 i Johannesburg) var pioner indenfor den geologiske disciplin geostatistik. Han var professor ved University of the Witwatersrand.
Hans empiriske arbejde med at evaluere mineralressourcer  blev formaliseret i 1960-erne af den franske ingeniør Georges Matheron .
Regressionsteknikken kriging er opkaldt efter ham.